# Junius Richard Jayewardene
Junius Richard Jayewardene znany także jako JR (syng. ජුනියස් රිචඩ් ජයවර්ධන, tamil. ஜூனியஸ் ரிச்சட் ஜயவர்தனா, ur. 17 września 1906, zm. 1 listopada 1996) – polityk i prawnik lankijski, uczestnik ruchu antykolonialnego, 1947–1953 minister finansów, 1953–1956 minister rolnictwa, 1965–1970 minister bez teki, 1973–1989 przywódca Zjednoczonej Partii Narodowej, 1977–1978 premier, 1978–1988 prezydent Sri Lanki.